# Atyria dubia
Atyria dubia är en fjärilsart som beskrevs av William Schaus 1892. Atyria dubia ingår i släktet Atyria och familjen mätare. Inga underarter finns listade i Catalogue of Life.